# Крытый рынок (Донецк)
Крытый рынок построен в Донецке в 1961 году. Архитекторы — К. С. Фельдман, Н. А. Набережных, инженер — Б. А. Беднарский.

## Описание
У здания центричная композиция и купольное покрытие. Купол сборный, железобетонный и состоит из 15 горизонтальных кольцевых ярусов, каждый из которых имеет 24 секторных ребристых панели. В панелях восьми нижних ярусов сделаны круглые остекленные отверстия диаметром от 65 до 45 см, для облегчения веса купола. Диаметр купола — 35,6 метров.
Фасады с арочными проемами и пилястрами со сложным карнизом.

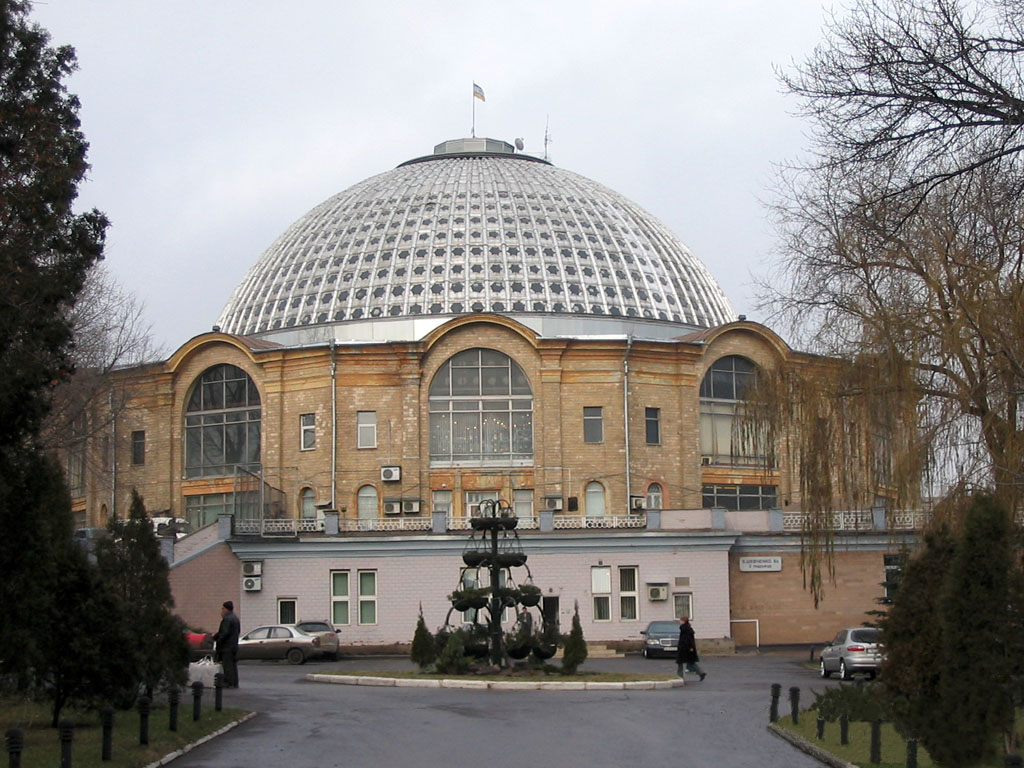
Строительство
Купол внутри
Интерьер
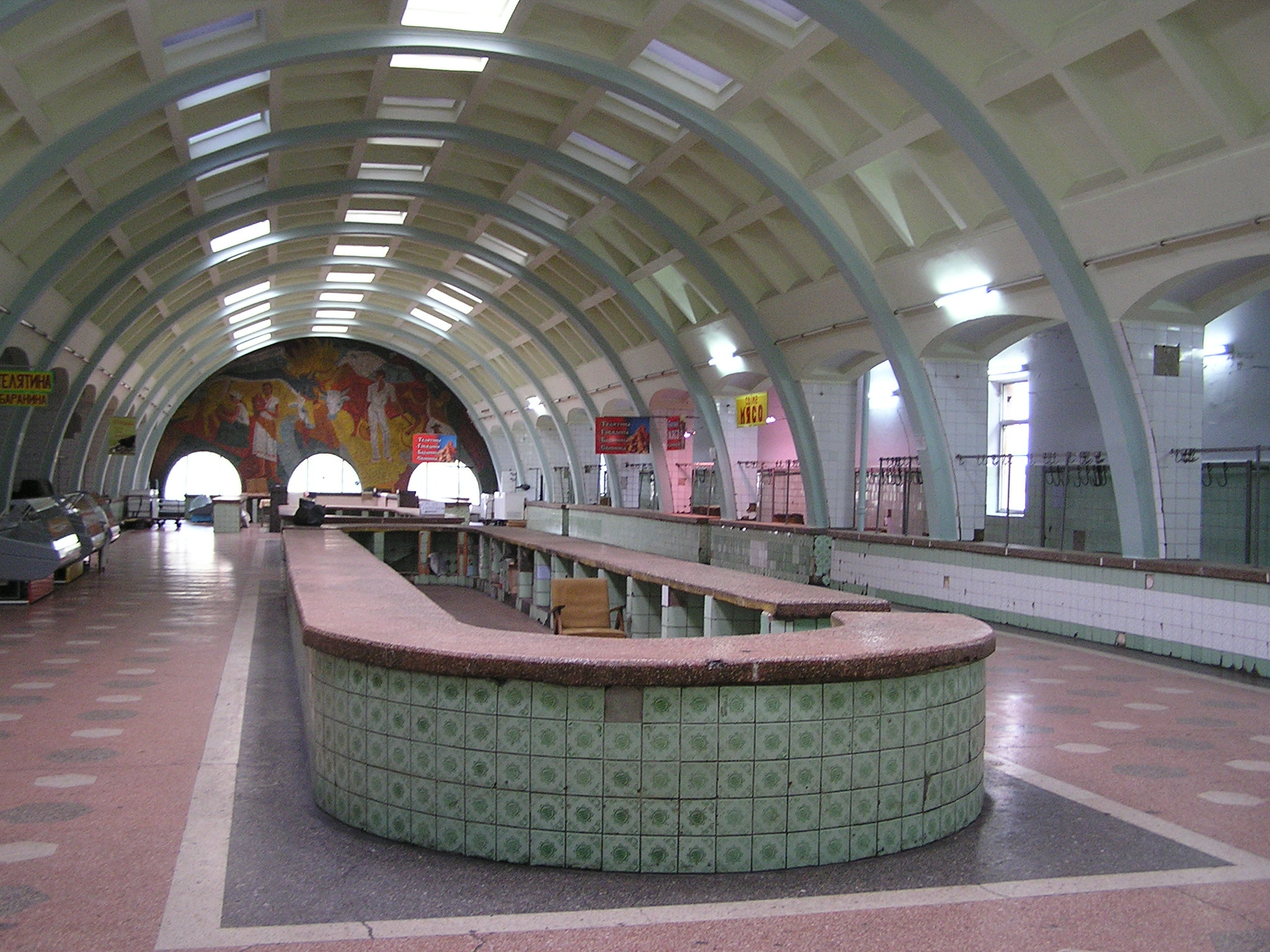